# Christian Atsu
Christian Atsu Twasam (10. ledna 1992 – 6. února 2023) byl ghanský profesionální fotbalista, který naposledy hrál za turecký klub Hatayspor a ghanský národní tým. Hrál především na pozici křídla, ale nastupoval i na pozici ofenzivního záložníka.
Atsu začal profesionální kariéru v Portu, jednu sezónu strávil na hostování v Rio Ave. V roce 2013 podepsal smlouvu s Chelsea za 3,5 milionu liber, která ho následně poslala na hostování do Vitesse Arnhem, Evertonu, AFC Bournemouth a Málagy. Poté, co strávil sezónu 2016/17 na hostování v Newcastlu United, podepsal v květnu 2017 trvalou smlouvu.
Atsu, reprezentant s více než 60 starty od svého debutu v roce 2012, reprezentoval Ghanu na Mistrovství světa ve fotbale 2014 a čtyřech turnajích Afrického poháru národů. Na turnaji v roce 2015 pomohl týmu k výslednému druhému místu. Na šampionátu také získal ocenění Hráč turnaje a Gól turnaje.

## Mládí
Atsu se narodil v Ada Foah v regionu Greater Accra. Vyrůstal v extrémní chudobě. Byl jedním z deseti sourozenců, včetně své dvojčatové sestry, zatímco jeho otec byl rybář a farmář na břehu řeky Volta.
Část svého života strávil na tehdejší fotbalové akademii Feyenoord v Gomoa Fetteh v centrální oblasti Ghany, kterou později vyměnil za Západoafrickou fotbalovou akademii v Sogakope v regionu Volta v Ghaně. Později přestoupil do klubu Cheetah FC, klubu se sídlem v Kasoe.

## Klubová kariéra

### Porto
Atsu přišel do Porta ve věku 17 let. Dne 14. května 2011 byl povolán trenérem prvního týmu André Villas-Boasem na zápas Primeira Ligy proti Marítimu, ale zápas strávil na lavičce.
Stejně jako jeho spoluhráč Kelvin byl Atsu poslán v sezóně 2011/12 poslán nna hostování do ligového týmu Rio Ave. V soutěži debutoval 28. srpna 2011 při domácí prohře 0:1 s Olhanense. Dne 16. prosince 2011 otevřel Atsu skóre na Estádio da Luz proti Benfice ve 24. minutě, ale domácí nakonec vyhráli 5:1.
V sezóně 2012/13 se vrátil do Porta, kde nastoupil v devíti ligových zápasech a potřetí za sebou vyhrál ligovou soutěž.

### Chelsea
Dne 1. září 2013 se Atsu dohodl na pětileté smlouvě s Chelsea za 3,5 milionu liber, ale byl okamžitě poslán na hostování do nizozemského klubu Vitesse Arnhem na zbytek sezóny 2013/14.

#### Hostování ve Vitesse
Dne 6. října 2013 Atsu debutoval jako náhradník proti Feyenoordu, když v 77. minutě nahradil Valerije Kazajšviliho. Asistoval u gólu Mika Havenaara, ale ani to nestačilo k tomu, aby Vitesse v zápase bodovalo a nakonec prohrálo 1:2. Dne 19. října si Atsu připsal svůj první start v základní jedenáctce proti SC Heerenveen, který skončil výhrou 3:2 pro Vitesse. Dne 9. listopadu proměnil penaltu, a vstřelil tak svůj první gól v dresu Vitesse proti FC Utrecht. Zápas skončil výhrou 3:1 pro Vitesse.

#### Hostování v Evertonu
Dne 13. srpna 2014 odešel do Evertonu v rámci Premier League, kde hostoval do konce sezóny 2014/15. Poprvéza klub nastoupil o 10 dní později, když v 85. minutě nahradil Kevina Mirallase při remíze 2:2 s Arsenalem v Goodison Parku.
Dne 21. září 2014 si Atsu připsal svůj první start v lize proti Crystal Palace, který skončil domácí prohrou 2:3. Po absenci kvůli Africkému poháru národů se Atsu vrátil do sestavy Evertonu 19. února 2015 v zápase Evropské ligy UEFA proti BSC Young Boys, odehrál posledních pět minut poté, co nahradil střelce hattricku Romelua Lukakua. O tři dny později naskočil z lavičky a pomohl v závěru zápasu vyrovnat domácí zápas s Leicesterem City na konečné skóre 2:2.
Dne 15. března 2015 v zápase proti Newcastlu United přišel z lavičky na posledních pět minut a asistoval náhradníkovi Rossu Barkleymu u třetího gólu Evertonu při domácím vítězství 3:0. Následně byl Atsu vybrán do druhého zápasu osmifinále Evropské ligy proti Dynamu Kyjev dne 19. března. Everton vedl z prvního zápasu 2:1, tým však byl vyřazen po prohře 5:2. Atsu byl stažen v 65. minutě a šlo o jeho poslední vystoupení v prvním týmu Evertonu.

#### Hostování v Bournemouthu
Dne 29. května 2015 byl Atsu poslán na hostování do nově postoupivšího týmu do Premier League Bournemouthu pro nadcházející sezónu, přičemž generální ředitel klubu Neill Blake nazval dohodu „obrovským převratem“. Debutoval 25. srpna ve druhém kole Ligového poháru, klub vyhrál 4:0 na hřišti Hartlepoolu United. Atsuovo jediné další vystoupení bylo v dalším kole Ligového poháru proti Preston North End. Do ligy nezasáhl a 1. ledna 2016 byl odvolán z hostování zpět do Chelsea.

#### Hostování v Málaze
Dne 24. ledna 2016 poskytl Atsu rozhovor pro BBC World Service, ve kterém hovořil o odchodu z Chelsea a jeho brzkém přestupu do Levante. Druhý den bylo potvrzeno, že místo toho odejde na hostování do Málagy. Dne 5. února 2016 Atsu debutoval v základní jedenáctce a skóroval při vítězství 3:0 nad Getafe CF.

### Newcastle United
Dne 31. srpna 2016 se Atsu připojil k Newcastlu United na roční hostování s doložkou o koupi ve smlouvě. Dne 13. září debutoval za klub jako náhradník za Yoana Gouffrana v 61. minutě při vysokém vítězství 6:0 nad Queens Park Rangers na Loftus Road. Asistoval Aleksandaru Mitrovićovi, který vstřelil pátý gól utkání. Atsu vstřelil svůj první gól za klub při výhře 1:0 proti Rotherhamu United 1. října, následovaly další góly proti Cardiff City a Wigan Athletic.
V květnu 2017 podepsal s Newcastlem čtyřletou smlouvu za 6,2 milionu liber. Byl propuštěn na konci smlouvy.

### Ar-Raed
Dne 17. července 2021 se Atsu připojil k saúdskoarabskému klubu Ar-Raed. Limitovalo jej však zranění, pro které odehrál pouze osm zápasů v saúdské profesionální lize.

### Hatayspor
Dne 6. září 2022 podepsal Atsu s klubem Hatayspor v Süper Lig roční smlouvu s opcí na další rok. Odehrál tři ligové zápasy a jeden v tureckém poháru, a jediný gól vstřelil doma proti Kasımpaşa v sedmé minutě nastavení 5. února 2023, den před zemětřesením, které ho zabilo.

## Reprezentační kariéra
Atsu odehrál svůj první seniorský zápas za národní tým Ghany 1. června 2012 proti Lesothu, kde také skóroval. BBC ho popsala jako „vynikající vyhlídku“, zatímco ESPN dodala, že je „rychlý a technicky působivý“ a jde o potenciální budoucí hvězdu pro národní tým.
Následující rok byl v ghanském týmu pro Africký pohár národů 2013 v Jižní Africe. Nastoupil do prvního zápasu při remíze 2:2 s DR Kongo a byl náhradníkem při následné výhře 1:0 nad Mali. Do základní sestavy se vrátil v posledním zápase skupiny proti Nigeru v Port Elizabeth a vstřelil druhý gól při výhře 3:0, která jeho zemi posunula do čtvrtfinále jako vítěze skupiny. Atsu se objevil ve zbývajících zápasech Ghany. Národní tým nakonec skončil čtvrtý. Atsu skóroval v penaltovém rozstřelu během vyřazení Burkinou Faso.
Atsu byl vybrán do týmu pro Mistrovství světa ve fotbale 2014. Ve všech zápasech byl v základní sestavě, ale Ghana byla vyřazena již ve skupinové fázi.
Na Africkém poháru národů 2015 skóroval dvakrát při čtvrtfinálové výhře 3:0 nad Guineou. Pomohl týmu do finále, kde prohráli v penaltovém rozstřelu s Pobřežím slonoviny. Na konci turnaje byl oceněn jak cenou Hráč turnaje, tak i Gólem turnaje za svojí trefu proti Guineji.
Atsu byl také jmenován do Týmu turnaje na Africkém poháru národů 2017 v Gabonu, kde Ghana skončila na čtvrtém místě. Byl také povolán na Africký pohár národů 2019 v Egyptě.

## Osobní život
Atsu byl oddaný křesťan, sdílel biblické verše na sociálních sítích. Během svého působení v Premier League navštěvoval Hillsong Church Newcastle. Křesťanem se stal ve věku 16 let a od té doby se snažil "napodobit život, který žil Ježíš Kristus".
Atsu byl popisovaný Louise Taylor, autorkou nekrologu v The Guardian jako "skutečný křesťan v každém slova smyslu", byl aktivní v charitě, byl ambasadorem organizace Arms Around the Child, která podporuje znevýhodněné děti; také zaplatil tisíce liber jako kauci, aby osvobodil Ghaňany, kteří byli uvězněni za krádež jídla.
Byl ženatý se spisovatelkou Marie-Claire Rupio, se kterou měl dva syny a jednu dceru.

## Smrt a pohřeb
Dne 6. února 2023 zmizel Atsu bezprostředně po zemětřesení v Turecku a Sýrii v roce 2023; panovaly obavy, že bude mezi těmi, kteří po zemětřesení uvízli pod troskami sídla Hataysporu v Antakyi. Atsu měl již naplánován na odlet z jižního Turecka hodiny před zemětřesením, ale manažer Hataysporu uvedl, že zůstal s klubem poté, co vstřelil vítězný gól v zápase 5. února. Dne 7. února místopředseda klubu Mustafa Özat řekl, že Atsu byl zachráněn a zotavuje se v nemocnici, ale 8. února manažer Volkan Demirel uvedl, že Atsu a sportovní ředitel Taner Savut jsou stále nezvěstní. Dne 14. února Atsuův agent potvrdil, že byly nalezeny dva páry Atsuových bot, ale sám Atsu se stále nenašel. Dne 18. února obdržel jeho agent potvrzení, že jeho tělo bylo vyzvednuto z trosek budovy, ve které bydlel. Zpravodajské kanály informovaly o jeho smrti přibližně v šest hodin ráno.

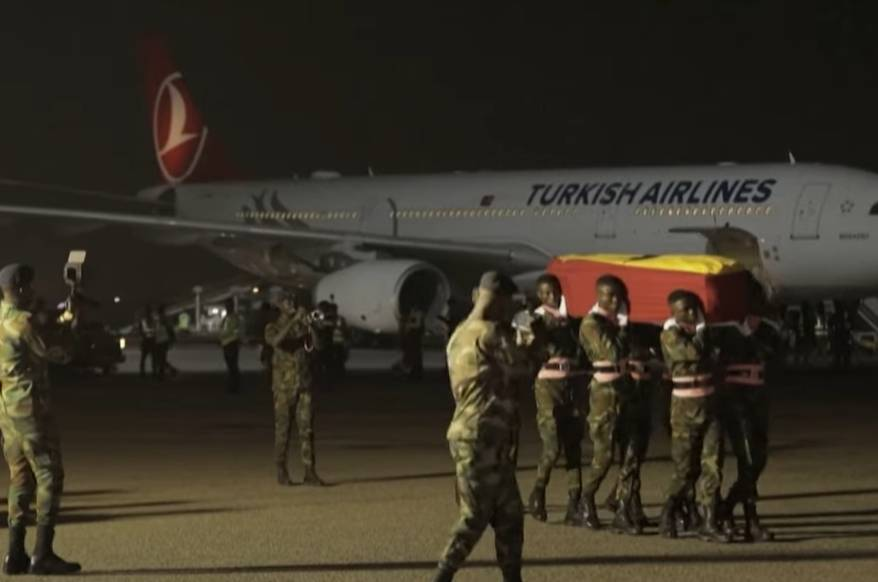
Atsuův pohřební proces, 20. února 2023

Atsuův bývalý klub Newcastle United mu vzdal hold 18. února během jejich zápasu proti Liverpoolu. Před začátkem zápasu se na jeho počest minutu tleskalo. Atsuova vdova a jejich děti byly přítomny. Hold byl také vzdán na dalších zápasech Premier League, které se konaly o víkendu. Na twitterový účet Premier League bylo později napsáno:
Jsme hluboce zarmouceni zprávou, že Christian Atsu přišel o život v důsledku zkázy způsobené zemětřeseními, která zasáhla Turecko a Sýrii.

Naše myšlenky a soustrast jsou s Christianovou rodinou, přáteli a všemi, kteří byli touto tragickou událostí postiženi.
Jeho tělo bylo 20. února převezeno z Turecka k jeho rodině v Ghaně. Na jeho pohřbu promluvil viceprezident Ghany Mahamudu Bawumia a na jeho počest se konal vojenský průvod. V sobotu 4. března 2023 bylo na počest Christiana Atsua provedeno týdenní pozorování na hřišti Adjiringanor v Akkře. Dne 17. března 2023 měl Atsu pohřeb s účastí státních příslušníků na nádvoří Prezidentského paláce v Akkře, než byl pohřben ve své rodné vesnici Dogobome v Ada Foah.

## Kariérní statistiky

### Klubové
| Klub                         | Sezóna            | Liga                      | Liga   | Liga | Národní pohár | Národní pohár | Ligový pohár | Ligový pohár | Kontinentální | Kontinentální | Celkově | Celkově | Celkově |
| Klub                         | Sezóna            | Divize                    | Zápasy | Góly | Zápasy        | Góly          | Zápasy       | Góly         | Zápasy        | Góly          | Zápasy  | Góly    |         |
| ---------------------------- | ----------------- | ------------------------- | ------ | ---- | ------------- | ------------- | ------------ | ------------ | ------------- | ------------- | ------- | ------- | ------- |
| Rio Ave                      | 2011/12           | Primeira Liga             | 27     | 6    | 1             | 0             | 2            | 0            | —             | —             | 30      | 6       |         |
| Porto                        | 2012/13           | Primeira Liga             | 17     | 1    | 3             | 0             | 1            | 0            | 8             | 0             | 29      | 1       |         |
| Vitesse (hostování)          | 2013/14           | Eredivisie                | 28     | 5    | 2             | 0             | —            | —            | 0             | 0             | 30      | 5       |         |
| Everton (hostování)          | 2014/15           | Premier League            | 5      | 0    | 0             | 0             | 1            | 0            | 7             | 0             | 13      | 0       |         |
| Bournemouth (hostování)      | 2015/16           | Premier League            | 0      | 0    | 0             | 0             | 2            | 0            | —             | —             | 2       | 0       |         |
| Málaga (hostování)           | 2015/16           | La Liga                   | 12     | 2    | 0             | 0             | —            | —            | —             | —             | 12      | 2       |         |
| Newcastle United (hostování) | 2016/17           | Championship              | 32     | 5    | 0             | 0             | 3            | 0            | —             | —             | 35      | 5       |         |
| Newcastle United             | 2017/18           | Premier League            | 28     | 2    | 1             | 0             | 0            | 0            | —             | —             | 29      | 2       |         |
| Newcastle United             | 2018/19           | Premier League            | 28     | 1    | 3             | 0             | 1            | 0            | —             | —             | 32      | 1       |         |
| Newcastle United             | 2019/20           | Premier League            | 19     | 0    | 4             | 0             | 1            | 0            | —             | —             | 24      | 0       |         |
| Newcastle United             | 2020/21           | Premier League            | 0      | 0    | 0             | 0             | 1            | 0            | —             | —             | 1       | 0       |         |
| Newcastle United             | Newcastle celkově | Newcastle celkově         | 107    | 8    | 8             | 0             | 6            | 0            | —             | —             | 121     | 8       |         |
| Ar-Raed                      | 2021/22           | Saudi Professional League | 8      | 0    | 0             | 0             | —            | —            | —             | —             | 8       | 0       |         |
| Hatayspor                    | 2022/23           | Süper Lig                 | 3      | 1    | 1             | 0             | —            | —            | —             | —             | 4       | 1       |         |
| Celkově v kariéře            | Celkově v kariéře | Celkově v kariéře         | 207    | 23   | 15            | 0             | 12           | 0            | 15            | 0             | 249     | 23      |         |

### Reprezentační
| Národní tým | Rok     | Zápasy | Góly |
| ----------- | ------- | ------ | ---- |
| Ghana       | 2012    | 7      | 2    |
| Ghana       | 2013    | 13     | 3    |
| Ghana       | 2014    | 11     | 1    |
| Ghana       | 2015    | 12     | 3    |
| Ghana       | 2016    | 6      | 1    |
| Ghana       | 2017    | 8      | 0    |
| Ghana       | 2018    | 2      | 0    |
| Ghana       | 2019    | 6      | 0    |
| Celkově     | Celkově | 65     | 10   |

#### Reprezentační góly
Skóre a výsledky Ghany jsou vždy zapsány jako první. Góly Christiana Atsua jsou zvýrazněny.
| Gól | Datum           | Místo                                                             | Soupeř    | Skóre | Výsledek | Soutěž                                           |
| --- | --------------- | ----------------------------------------------------------------- | --------- | ----- | -------- | ------------------------------------------------ |
| 1.  | 1. června 2012  | Baba Yara Stadium, Kumasi, Ghana                                  | Lesotho   | 5:0   | 7:0      | Kvalifikace na Mistrovství světa ve fotbale 2014 |
| 2.  | 8. září 2012    | Ohene Djan Stadium, Akkra, Ghana                                  | Malawi    | 1:0   | 2:0      | Kvalifikace na Africký pohár národů 2013         |
| 3.  | 28. ledna 2013  | Nelson Mandela Bay Stadium, Port Elizabeth, Jihoafrická republika | Niger     | 2:0   | 3:0      | Africký pohár národů 2013                        |
| 4.  | 15. října 2013  | Baba Yara Stadium, Kumasi, Ghana                                  | Egypt     | 6:1   | 6:1      | Kvalifikace na Mistrovství světa ve fotbale 2014 |
| 5.  | 10. září 2014   | Stade de Kégué, Lomé, Togo                                        | Togo      | 3:2   | 3:2      | Kvalifikace na Africký pohár národů 2015         |
| 6.  | 1. února 2015   | Nuevo Estadio de Malabo, Malabo, Rovníková Guinea                 | Guinea    | 1:0   | 3:0      | Africký pohár národů 2015                        |
| 7.  | 1. února 2015   | Nuevo Estadio de Malabo, Malabo, Rovníková Guinea                 | Guinea    | 3:0   | 3:0      | Africký pohár národů 2015                        |
| 8.  | 14. června 2015 | Ohene Djan Stadium, Akkra, Ghana                                  | Mauricius | 1:0   | 7:1      | Kvalifikace na Africký pohár národů 2017         |
| 9.  | 5. června 2016  | Stade Anjalay, Belle Vue Maurel, Mauricius                        | Mauricius | 2:0   | 2:0      | Kvalifikace na Africký pohár národů 2017         |

## Úspěchy
Porto
- Primeira Liga: 2012/13
- Supertaça Cândido de Oliveira: 2012

Newcastle United
- EFL Championship: 2016/17

Ghana
- Poražený finalista Afrického poháru národů: 2015

Individuální
- Hráč sezóny Vitesse Arnhem: 2013/14
- Nejlepší hráč Afrického poháru národů: 2015
- Tým turnaje Afrického poháru národů: 2015, 2017
- Gól turnaje Afrického poháru národů: 2015